# Yakovlev Yak-10
Yakovlev Yak-10 là một mẫu máy bay liên lạc, vận tải của Liên Xô được OKB Yakovlev chế tạo.

## Lịch sử
Trước khi có tên gọi Yak-10, mẫu máy bay này có tên gọi là Yak-14 là một máy bay truyền thống, cánh cao, bốn chỗ, giống với một phiên bản hiện đại hóa của AIR-6. Động cơ được trang bị là loại Shvetsov M-11FM công suất 145 hp, mẫu thử nghiệm có một cánh được giằng với 2 thanh xà dọc bằng gỗ, khung và các cơ cấu khác được bao phủ bằng vải. Thân máy bay dựa vào một bó của ống thép được hàn, với sự bao phủ cơ cấu trừ ra phần mũi, của và của sập khoang hành lý D1. Cánh nhỏ và đuôi cũng được bọc vải. Bộ bánh máy bay không thể rút vào được sản xuất bằng cao su. Kỹ sư trưởng của chương trình là G.I.Gudimenko. Mẫu thử nghiệm quân sự bay lần đầu tiên do phi công F.L.Abramov điều khiển vào tháng 1 năm 1945, và nó đã biểu hiện không tốt trong hệ thống điều khiển tay. Sau những sự cải tiến lặp lại (phần lớn là những chi tiết phụ), và sự thay đổi trong tên gọi thành Yak-10, nó qua các cuộc thử nghiệm nhà nước vào tháng 6 năm 1945.

## Các phiên bản
Dù thực tế nó không phải là một máy bay hoàn toàn được chế tạo bằng kim loại nhưng nó vẫn được sản xuất, và nhà máy sản xuất bắt đầu sản xuất Yak-10 tại Dolgoprudnyi ở ngoại ô Moskva vào năm 1946. Nó được trang bị động cơ Shvetsov M-11FR 160 hp và được chế tạo thành 2 phiên bản:
- Yak-10V (Vyvoznoi, vận tải) - điều khiển kép, 4 chỗ.
- Yak-10S (Sanitarnyi) - chỗ dành cho phi công và nhân viên y tế kèm theo.

Vào năm 1946, một máy bay được cải tiến với những cái phao nổi trên mặt nước giống như AIR-6. Nó có tên gọi là Yak-10G (Gidro), nó đã qua được những cuộc thử nghiệm ở nhà máy chế tạo. Vào tháng 2 năm 1947, một loạt máy bay đã được gắn các ván trượt để sử dụng trong khu vực có băng tuyết, làm bằng gỗ nặng 20.25 kg.

## Thông số kỹ thuật (Yak-10)

### Đặc điểm riêng
- Phi đoàn: 1
- Sức chứa: 3 chỗ
- Chiều dài: 8.45 m (27 ft 9 in)
- Sải cánh: 12.0 m (39 ft 4 in)
- Chiều cao: n/a
- Diện tích : 22.0 m² (236.81 ft²)
- Trọng lượng rỗng: 792 kg (1746 lb)
- Trọng lượng cất cánh: 1230 kg (2712 lb)
- Trọng lượng cất cánh tối đa:
- Động cơ: 1 động cơ Shvetsov M-11FM, 145 hp

### Hiệu suất bay
- Vận tốc cực đại: 200 km/h (124 mph)
- Tầm bay: 576 km (358 miles)
- Trần bay: 3400 m (11150 ft)
- Vận tốc lên cao: 1000 m trong 5.5 phút
- Lực nâng của cánh: 56 kg/m²
- Lực đẩy/trọng lượng: n/a

## Nội dung liên quan

### Máy bay có cùng sự phát triển
- Yakovlev AIR-6
- Yakovlev Yak-12
- Yakovlev Yak-13